# Kevin Kline

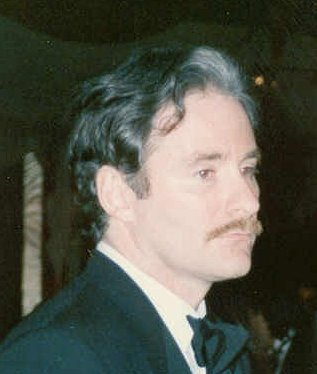
Kevin Kline 1989.

Kevin Delaney Kline, född 24 oktober 1947 i Saint Louis i Missouri, är en amerikansk skådespelare och sångare. Han har vunnit en Oscar för En fisk som heter Wanda, två Tony Awards och valdes 2003 in i American Theatre Hall of Fame. Kline har även nominerats till en Emmy Award, två BAFTA Awards och fem Golden Globe Awards. Bland hans filmer märks Sophies val (1982), Människor emellan (1983), Silverado (1985), Ett rop på frihet (1987), Dave (1993), Ringaren i Notre Dame (1996), The Ice Storm (1997), Ute eller inte (1997), Vägen till El Dorado (2000), De-Lovely (2004), My Old Lady (2014) och Skönheten och odjuret (2017). Sedan 2011 har Kline haft en återkommande roll i den animerade komediserien Bob's Burgers.
Kevin Kline är sedan 1989 gift med skådespelaren Phoebe Cates. Paret har två barn.

## Filmografi i urval
- 1982 – Sophies val
- 1983 – Människor emellan
- 1985 – Silverado
- 1986 – Timmar av lycka
- 1987 – Ett rop på frihet
- 1988 – En fisk som heter Wanda
- 1989 – Januarimannen
- 1990 – Jag älskar dig till döds
- 1991 – Älsklingsfiende
- 1991 – Grand Canyon
- 1992 – Lek till döds
- 1992 – Chaplin
- 1993 – Dave
- 1993 – Nötknäpparen
- 1994 – Princess Caraboo
- 1995 – French Kiss
- 1996 – Ringaren i Notre Dame (röst)
- 1997 – Otäcka odjur
- 1997 – The Ice Storm
- 1997 – Ute eller inte
- 1999 – En midsommarnattsdröm
- 1999 – Wild Wild West
- 2000 – Vägen till El Dorado (röst)
- 2001 – The Anniversary Party
- 2001 – Livsverket
- 2001 – Orange County (okrediterad)
- 2002 – Ringaren i Notre Dame II (röst)
- 2002 – The Emperor's Club
- 2004 – De-lovely
- 2006 – Rosa pantern
- 2006 – A Prairie Home Companion
- 2006 – Som ni behagar
- 2007 – Trade
- 2008 – Definitely, Maybe
- 2008 – Sagan om Despereaux (röst)
- 2010 – The Extra Man
- 2010 – The Conspirator - Mordet på Abraham Lincoln
- 2010 – Stake Land
- 2011 – No Strings Attached
- 2011–2017 – Bob's Burgers (TV-serie)
- 2012 – Darling Companion
- 2013 – Last Vegas
- 2014 – The Last of Robin Hood
- 2014 – My Old Lady
- 2017 – Skönheten och odjuret